# Minchançaman
Minchançaman o Minchan Çaman (pronunciado /mínchan sáman/), a menudo escrito modernamente Minchan Zaman o Minchancaman, (Chan Chan - Cuzco, siglo XV d. C.) fue el último gobernante independiente del Reino chimú y quien enfrentó su derrota ante los incas. A veces es referido en las fuentes simplemente como Chimo Cápac (en quechua clásico, ‘señor de Chimo’).

## Nombre
El nombre de este gobernante aparece en las fuentes coloniales escrito como <minchançaman>. El desuso en español moderno de la c con cedilla <ç>, que representaba al fonema /s/, ha llevado a que sean populares contemporáneamente varias transliteraciones o modernizaciones de su escritura original, tales como <Minchansaman>, <Minchanzaman> o <Minchan Zaman>. Un error tipográfico ha llevado también a la popularización de <Minchancaman>, <Minchan Caman> o, inclusive, <Minchancamán>, muy usados por los arqueólogos e historiadores contemporáneos.
Siendo el idioma mochica el mejor documentado de la costa norte peruana, los lingüistas Matthias Urban y José Antonio Salas descartan una etimología mochica de los componentes de este antropónimo. Por lo anterior y por la atribución del idioma quingnam al reino chimú, Urban ha ratificado la hipótesis de Jorge Zevallos Quiñones de que tanto *minchan como *saman habrían sido palabras quingnam.

## Reino chimú
Debe recordarse que antes de la formación de los grandes reinos como Chimú o Cuzco, la región estaba dividida en pequeñas comunidades lideradas por jefes de cierto prestigio.
El Reino chimú fue fundado, según los relatos tradicionales, por Taycanamo. Su hijo fue Guacricur, quien habría conquistado la parte alta del valle de Moche. Su nieto, Ñancempinco, vivió entre 1370 y 1380 aproximadamente y estableció las bases del reino, anexando las cabeceras del valle de Moche para después extender su autoridad a los vecinos Chicama, Pacasmayo y Zaña al norte, y Virú, Chao y Santa al sur. El proceso de expansión iniciado en el siglo XIII los llevó a ser a mediados del siguiente el poder hegemónico del litoral norte del actual Perú al hacerse con el valle de Lambayeque.

## Gobierno
Minchançaman fue undécimo gobernante chimú y el primero mencionado por su nombre desde Ñancempinco. Empezó a gobernar a mediados del siglo XV y posiblemente duró dos décadas aproximadamente. Llamado por los incas Chimo Cápac (en quechua clásico, ‘señor de Chimú’).
Fue un gran conquistador, gobernando la costa entre Tumbes y Carabayllo, aunque su dominio en los valles meridionales fue efímero. En el norte se hizo con el desierto de Sechura y entró en contacto con las culturas amazónicas. Gracias a los numerosos canales de regadío que traían agua desde las sierras para las numerosas villas y aldeas de su territorio central. Los territorios del norte fueron sometidos por conquista y del sur usualmente por pactos, manteniéndose el orden político y social previo inalterado. Al llegar los incas, Minchançaman dominaba cerca de la mitad de las tierras fértiles del litoral peruano. Eran 15 valles y 150.000 km².
Su capital era Chan Chan, que según el antropólogo alemán Ernst Middendorf, su nombre proviene de la expresión Jan Jan, «Sol Sol», del idioma mochica. Su población era de veinte o treinta mil según "Chan Chan: Andean Desert City" de Kent C. Day, o de cien mil según Middendorf en su Peru. Beobachtungen und Studien über des Land und seine Bewohner während eines. La población de sus dominios es estimada entre 500.000 (Middendorf) y 3.000.000 (Klauer).

## Conquista incaica
Chuquimanco era el curaca de los guarco que vivían en Runahuánac. Hacia 1453 el general Cápac Yupanqui invadió sus dominios. El curaca resistió con 20.000 guerreros hasta que tuvo que capitular. Esa guerra duró ocho meses (Sarmiento de Gamboa) u ocho años (Cieza de León). Al finalizar los cuzqueños construyeron el fuerte Incahuasi y siguieron contra Cuismanco. Seis años después de la conquista de Cuismanco o Guzmango, curaca de Cajamarca, el auqui (príncipe) Túpac Yupanqui decidió conquistar el Reino chimú. Con un ejército de 30.000 hombres pasó del valle del Rímac, donde Cuismanco y Chuquimanco le dieron hombres y pertrechos, al de Huamán para enviar mensajeros al rey chimú conminándole a la rendición. Según el historiador Julio Rolando Villanueva Sotomayor, este último se negó y declaró que moriría defendiendo las tradiciones y leyes de su gente. La causa de esta campaña fue la ayuda que dieron los chimús a Guzmango Cápac contra Cuzco. El auqui tenía a seis experimentados guerreros cuzqueños como consejeros militares y por lo que da a entender, su tío Cápac Yupanqui no participó de la campaña o ya estaba muerto.
Los incas bloquearon los cursos de agua en las sierras y debilitaron su economía. Minchançaman tenía cerca de 15.000 combatientes. Inca Garcilaso de la Vega dice que el príncipe venció en batalla en el valle de Parmunca a los chimú y siguió al de Huallmi con igual resultado. Dice Antonio de la Calancha que en este primer valle los muertos en combate fueron 6.000 para ambas partes, viéndose obligado el príncipe a pedir ayuda. Los chimú intentaron fue establecer una muralla a lo largo del río Santa, apoyándose en la fortaleza de Paramonga. Gracias a eso la resistencia fue exitosa y pero pronto los incas recibieron un nuevo ejército de 20.000 soldados para recuperar sus fuerzas. Minchançaman resistió otros seis meses en su capital. Con sus tropas agotadas el rey llamó a su consejo y decidió capitular. La ciudad fue saqueada pero se reconstruyó tiempo después. Tras enviar soldados por la costa hasta el actual Trujillo, el príncipe se dirigió a Cajamarca y preparó su retorno ante su padre. Habían pasado seis años desde que salió de la capital para explorar y conquistar.
Tras su victoria, el príncipe volvió a Cuzco con gran cantidad de oro, plata y otros tesoros. Minchançaman fue llevado como rehén a Cuzco. Lo acompañaron algunos nobles y muchos artesanos. El botín fue usado para decorar el Templo de Inti.

## Cronología
Según las crónicas de Miguel Cabello Balboa, la conquista se produjo en 1462-1470 y para el Atlas de la historia universal de Geoffrey Barraclough en 1476. Fue durante la última década del largo reinado de Pachacútec, dirigida por su heredero y unos 24 o 38 años después de conseguir la hegemonía. El año 1384 es el que estima Diego de Esquivel y Navia, probable autor de las Noticias cronológicas de la gran ciudad del Cuzco. Otros dicen que acabó en 1472, tras más de una década de guerra, o antes, en 1466. El polímata francés Constantine Samuel Rafinesque declaraba que Pachacútec gobernó entre 1375 y 1425 y los chimús fueron vencidos en 1408. La cultura Lambayeque estuvo cerca de un siglo bajo dominio chimú, posiblemente desde 1380 aproximadamente. Luis Lumbreras fecha en 1462 la conquista de Lambayeque por los incas y Paul Kosok durante el reinado de Túpac Yupanqui, en 1475, año que posteriormente apoyaron Lumbreras y María Rostworowski. Enrique Brüning, basado en Garcilaso, cree que fue durante el mandato de Huayna Cápac, pero no se decide si fue en 1488-1490 o 1495-1497. Según el historiador peruano José Antonio del Busto en 1464 nació Huayna Cápac en Tumipampa, en 1465 su padre realizó su viaje marítimo, en 1466 se conquistaba a los chimús y en 1467 Túpac Yupanqui vuelve a Cuzco, tras cinco años de ausencia, a cogobernar. Algunos creen que la expedición de Túpac Yupanqui a las islas sucedió en 1440-1445. Acorde al historiador peruano José de la Riva-Agüero y Osma, la conquista de los chimús y la destrucción de su capital no se produce hasta después de 1460.

## Muerte y sucesión
La sucesión del territorio gobernado por Minchançaman durante la época de la conquista del Imperio Inca, la tuvo el hijo de Minchançaman y Chanquirguanguan, señora del valle de Huaura, Chumun Caur, fue puesto en su lugar y se casó con una hija de Pachacútec. El nuevo gobernante chimú gobernó con apoyo de Querrotumi, lugarteniente de su padre durante la guerra, quien se sublevaría en 1475 pero sería vencido y se suicidaría en el cerro Campana.
Décadas después, cuando Huayna Cápac estaba en Quito estalló una rebelión y Chan Chan fue incendiada y sus canales fueron destruidos. La familia real, encabezada por el nieto de Minchançaman, Huamán Chumo, fue desterrada. Después de esto, la mayoría de su gente la abandonó y la población se redujo a cinco o diez mil gentes. Cuando los españoles llegaron en 1534 era una sombra de su pasado.